# Монровілл (Пенсільванія)
Монровілл (англ. Monroeville) — місто (англ. borough) в США, в окрузі Аллегені штату Пенсільванія. Населення — 28 640 осіб (2020).

## Географія
Монровілл розташований за координатами 40°25′35″ пн. ш. 79°45′41″ зх. д. / 40.42639° пн. ш. 79.76139° зх. д. (40.426328, -79.761358).  За даними Бюро перепису населення США в 2010 році місто мало площу 51,14 км², з яких 51,12 км² — суходіл та 0,02 км² — водойми.

## Демографія
Згідно з переписом 2010 року, у селищі мешкало 28 386 осіб у 12 612 домогосподарствах у складі 7752 родин. Густота населення становила 555 осіб/км².  Було 13496 помешкань (264/км²).
Расовий склад населення:
| - 79,5 % — білих - 11,7 % — чорних або афроамериканців - 5,9 % — азіатів - 0,2 % — корінних американців |

До двох чи більше рас належало 2,3 %. Частка іспаномовних становила 1,5 % від усіх жителів.
За віковим діапазоном населення розподілялося таким чином: 18,6 % — особи молодші 18 років, 60,0 % — особи у віці 18—64 років, 21,4 % — особи у віці 65 років та старші. Медіана віку мешканця становила 45,9 року. На 100 осіб жіночої статі у селищі припадало 89,5 чоловіків;  на 100 жінок у віці від 18 років та старших — 85,9 чоловіків також старших 18 років.
Середній дохід на одне домашнє господарство  становив 72 282 долари США (медіана — 58 778), а середній дохід на одну сім'ю — 90 982 долари (медіана — 77 115). Медіана доходів становила 54 430 доларів для чоловіків та 44 028 доларів для жінок. За межею бідності перебувало 8,1 % осіб, у тому числі 14,4 % дітей у віці до 18 років та 7,1 % осіб у віці 65 років та старших.
Цивільне працевлаштоване населення становило 14 142 особи. Основні галузі зайнятості: освіта, охорона здоров'я та соціальна допомога — 26,2 %, науковці, спеціалісти, менеджери — 12,8 %, роздрібна торгівля — 12,0 %.